# Список астероїдів (158601—158700)
| Назва               | Тимчасове позначення | Дата відкриття    | Місце відкриття             | Відкривач                     |
| ------------------- | -------------------- | ----------------- | --------------------------- | ----------------------------- |
| (158601) 2002 VR121 | 2002 VR121           | 13 листопада 2002 | Сокорро (Нью-Мексико)       | LINEAR                        |
| (158602) 2002 XB28  | 2002 XB28            | 5 грудня 2002     | Сокорро (Нью-Мексико)       | LINEAR                        |
| (158603) 2002 XS43  | 2002 XS43            | 6 грудня 2002     | Сокорро (Нью-Мексико)       | LINEAR                        |
| (158604) 2002 XD76  | 2002 XD76            | 11 грудня 2002    | Сокорро (Нью-Мексико)       | LINEAR                        |
| (158605) 2002 XZ79  | 2002 XZ79            | 11 грудня 2002    | Сокорро (Нью-Мексико)       | LINEAR                        |
| (158606) 2002 XS80  | 2002 XS80            | 11 грудня 2002    | Сокорро (Нью-Мексико)       | LINEAR                        |
| (158607) 2002 YO6   | 2002 YO6             | 28 грудня 2002    | Станція Андерсон-Меса       | LONEOS                        |
| (158608) 2002 YO13  | 2002 YO13            | 31 грудня 2002    | Сокорро (Нью-Мексико)       | LINEAR                        |
| (158609) 2003 AT27  | 2003 AT27            | 4 січня 2003      | Сокорро (Нью-Мексико)       | LINEAR                        |
| (158610) 2003 AB29  | 2003 AB29            | 4 січня 2003      | Сокорро (Нью-Мексико)       | LINEAR                        |
| (158611) 2003 AY35  | 2003 AY35            | 7 січня 2003      | Сокорро (Нью-Мексико)       | LINEAR                        |
| (158612) 2003 AR48  | 2003 AR48            | 5 січня 2003      | Сокорро (Нью-Мексико)       | LINEAR                        |
| (158613) 2003 AS49  | 2003 AS49            | 5 січня 2003      | Сокорро (Нью-Мексико)       | LINEAR                        |
| (158614) 2003 AT49  | 2003 AT49            | 5 січня 2003      | Сокорро (Нью-Мексико)       | LINEAR                        |
| (158615) 2003 AT53  | 2003 AT53            | 5 січня 2003      | Сокорро (Нью-Мексико)       | LINEAR                        |
| (158616) 2003 AU55  | 2003 AU55            | 5 січня 2003      | Сокорро (Нью-Мексико)       | LINEAR                        |
| (158617) 2003 AY55  | 2003 AY55            | 5 січня 2003      | Сокорро (Нью-Мексико)       | LINEAR                        |
| (158618) 2003 AH74  | 2003 AH74            | 10 січня 2003     | Сокорро (Нью-Мексико)       | LINEAR                        |
| (158619) 2003 AD80  | 2003 AD80            | 12 січня 2003     | Обсерваторія Кітт-Пік       | Spacewatch                    |
| (158620) 2003 AU82  | 2003 AU82            | 7 січня 2003      | Обсерваторія Берґіш-Ґладбах | Вольф Бікель                  |
| (158621) 2003 BJ    | 2003 BJ              | 20 січня 2003     | Обсерваторія Столова Гора   | Дж. Янґ                       |
| (158622) 2003 BN2   | 2003 BN2             | 26 січня 2003     | Обсерваторія Кітт-Пік       | Spacewatch                    |
| 158623 Perali       | 2003 BS4             | 24 січня 2003     | Обсерваторія Ла-Сілья       | Андреа Боаттіні, Ганс Шолль   |
| (158624) 2003 BD6   | 2003 BD6             | 23 січня 2003     | Обсерваторія Квістаберг     | Астероїдний огляд Уппсала-DLR |
| (158625) 2003 BN8   | 2003 BN8             | 26 січня 2003     | Станція Андерсон-Меса       | LONEOS                        |
| (158626) 2003 BO11  | 2003 BO11            | 26 січня 2003     | Станція Андерсон-Меса       | LONEOS                        |
| (158627) 2003 BB23  | 2003 BB23            | 25 січня 2003     | Паломарська обсерваторія    | NEAT                          |
| (158628) 2003 BP26  | 2003 BP26            | 26 січня 2003     | Станція Андерсон-Меса       | LONEOS                        |
| (158629) 2003 BQ30  | 2003 BQ30            | 27 січня 2003     | Сокорро (Нью-Мексико)       | LINEAR                        |
| (158630) 2003 BJ31  | 2003 BJ31            | 27 січня 2003     | Сокорро (Нью-Мексико)       | LINEAR                        |
| (158631) 2003 BM34  | 2003 BM34            | 26 січня 2003     | Обсерваторія Галеакала      | NEAT                          |
| (158632) 2003 BF42  | 2003 BF42            | 27 січня 2003     | Паломарська обсерваторія    | NEAT                          |
| (158633) 2003 BO43  | 2003 BO43            | 27 січня 2003     | Сокорро (Нью-Мексико)       | LINEAR                        |
| (158634) 2003 BZ45  | 2003 BZ45            | 30 січня 2003     | Обсерваторія Кітт-Пік       | Spacewatch                    |
| (158635) 2003 BU71  | 2003 BU71            | 28 січня 2003     | Сокорро (Нью-Мексико)       | LINEAR                        |
| (158636) 2003 BY71  | 2003 BY71            | 28 січня 2003     | Сокорро (Нью-Мексико)       | LINEAR                        |
| (158637) 2003 BH75  | 2003 BH75            | 29 січня 2003     | Паломарська обсерваторія    | NEAT                          |
| (158638) 2003 BD79  | 2003 BD79            | 31 січня 2003     | Станція Андерсон-Меса       | LONEOS                        |
| (158639) 2003 BZ82  | 2003 BZ82            | 31 січня 2003     | Сокорро (Нью-Мексико)       | LINEAR                        |
| (158640) 2003 BW89  | 2003 BW89            | 28 січня 2003     | Сокорро (Нью-Мексико)       | LINEAR                        |
| (158641) 2003 BR90  | 2003 BR90            | 31 січня 2003     | Станція Андерсон-Меса       | LONEOS                        |
| (158642) 2003 CM2   | 2003 CM2             | 1 лютого 2003     | Обсерваторія Галеакала      | NEAT                          |
| (158643) 2003 CG5   | 2003 CG5             | 1 лютого 2003     | Сокорро (Нью-Мексико)       | LINEAR                        |
| (158644) 2003 CO5   | 2003 CO5             | 1 лютого 2003     | Сокорро (Нью-Мексико)       | LINEAR                        |
| (158645) 2003 CE13  | 2003 CE13            | 3 лютого 2003     | Станція Андерсон-Меса       | LONEOS                        |
| (158646) 2003 CL20  | 2003 CL20            | 9 лютого 2003     | Паломарська обсерваторія    | NEAT                          |
| (158647) 2003 DL2   | 2003 DL2             | 22 лютого 2003    | Обсерваторія Дезерт-Іґл     | Вільям Йон                    |
| (158648) 2003 DA8   | 2003 DA8             | 22 лютого 2003    | Паломарська обсерваторія    | NEAT                          |
| (158649) 2003 DE10  | 2003 DE10            | 22 лютого 2003    | Паломарська обсерваторія    | NEAT                          |
| (158650) 2003 DF10  | 2003 DF10            | 22 лютого 2003    | Паломарська обсерваторія    | NEAT                          |
| (158651) 2003 DP12  | 2003 DP12            | 26 лютого 2003    | Станція Кампо Імператоре    | CINEOS                        |
| (158652) 2003 DW14  | 2003 DW14            | 25 лютого 2003    | Станція Кампо Імператоре    | CINEOS                        |
| (158653) 2003 DP15  | 2003 DP15            | 26 лютого 2003    | Станція Кампо Імператоре    | CINEOS                        |
| (158654) 2003 DE24  | 2003 DE24            | 23 лютого 2003    | Станція Андерсон-Меса       | LONEOS                        |
| (158655) 2003 DF24  | 2003 DF24            | 23 лютого 2003    | Станція Андерсон-Меса       | LONEOS                        |
| (158656) 2003 DH24  | 2003 DH24            | 28 лютого 2003    | Сокорро (Нью-Мексико)       | LINEAR                        |
| 158657 Celian       | 2003 EF              | 4 березня 2003    | Обсерваторія Сен-Веран      | Обсерваторія Сен-Веран        |
| (158658) 2003 EV    | 2003 EV              | 5 березня 2003    | Сокорро (Нью-Мексико)       | LINEAR                        |
| (158659) 2003 EJ19  | 2003 EJ19            | 6 березня 2003    | Станція Андерсон-Меса       | LONEOS                        |
| (158660) 2003 EE23  | 2003 EE23            | 6 березня 2003    | Сокорро (Нью-Мексико)       | LINEAR                        |
| (158661) 2003 EK25  | 2003 EK25            | 6 березня 2003    | Станція Андерсон-Меса       | LONEOS                        |
| (158662) 2003 EP25  | 2003 EP25            | 6 березня 2003    | Станція Андерсон-Меса       | LONEOS                        |
| (158663) 2003 EF27  | 2003 EF27            | 6 березня 2003    | Станція Андерсон-Меса       | LONEOS                        |
| (158664) 2003 EJ28  | 2003 EJ28            | 6 березня 2003    | Сокорро (Нью-Мексико)       | LINEAR                        |
| (158665) 2003 EV30  | 2003 EV30            | 6 березня 2003    | Паломарська обсерваторія    | NEAT                          |
| (158666) 2003 EL32  | 2003 EL32            | 7 березня 2003    | Станція Андерсон-Меса       | LONEOS                        |
| (158667) 2003 ET32  | 2003 ET32            | 7 березня 2003    | Станція Андерсон-Меса       | LONEOS                        |
| (158668) 2003 EU41  | 2003 EU41            | 6 березня 2003    | Паломарська обсерваторія    | NEAT                          |
| (158669) 2003 EA47  | 2003 EA47            | 8 березня 2003    | Станція Андерсон-Меса       | LONEOS                        |
| (158670) 2003 EL50  | 2003 EL50            | 10 березня 2003   | Станція Кампо Імператоре    | CINEOS                        |
| (158671) 2003 EU59  | 2003 EU59            | 13 березня 2003   | Сокорро (Нью-Мексико)       | LINEAR                        |
| (158672) 2003 ED62  | 2003 ED62            | 9 березня 2003    | Станція Андерсон-Меса       | LONEOS                        |
| (158673) 2003 FO5   | 2003 FO5             | 26 березня 2003   | Станція Кампо Імператоре    | CINEOS                        |
| (158674) 2003 FH6   | 2003 FH6             | 27 березня 2003   | Станція Кампо Імператоре    | CINEOS                        |
| (158675) 2003 FZ9   | 2003 FZ9             | 22 березня 2003   | Обсерваторія Галеакала      | NEAT                          |
| (158676) 2003 FY16  | 2003 FY16            | 24 березня 2003   | Обсерваторія Кітт-Пік       | Spacewatch                    |
| (158677) 2003 FT27  | 2003 FT27            | 24 березня 2003   | Обсерваторія Кітт-Пік       | Spacewatch                    |
| (158678) 2003 FV27  | 2003 FV27            | 24 березня 2003   | Обсерваторія Кітт-Пік       | Spacewatch                    |
| (158679) 2003 FK29  | 2003 FK29            | 25 березня 2003   | Паломарська обсерваторія    | NEAT                          |
| (158680) 2003 FS34  | 2003 FS34            | 23 березня 2003   | Обсерваторія Кітт-Пік       | Spacewatch                    |
| (158681) 2003 FK40  | 2003 FK40            | 24 березня 2003   | Обсерваторія Кітт-Пік       | Spacewatch                    |
| (158682) 2003 FK41  | 2003 FK41            | 25 березня 2003   | Паломарська обсерваторія    | NEAT                          |
| (158683) 2003 FA43  | 2003 FA43            | 23 березня 2003   | Каталінський огляд          | Каталінський огляд            |
| (158684) 2003 FD47  | 2003 FD47            | 24 березня 2003   | Обсерваторія Кітт-Пік       | Spacewatch                    |
| (158685) 2003 FM47  | 2003 FM47            | 24 березня 2003   | Обсерваторія Кітт-Пік       | Spacewatch                    |
| (158686) 2003 FX49  | 2003 FX49            | 24 березня 2003   | Обсерваторія Галеакала      | NEAT                          |
| (158687) 2003 FW51  | 2003 FW51            | 25 березня 2003   | Обсерваторія Галеакала      | NEAT                          |
| (158688) 2003 FZ54  | 2003 FZ54            | 25 березня 2003   | Обсерваторія Галеакала      | NEAT                          |
| (158689) 2003 FK62  | 2003 FK62            | 26 березня 2003   | Паломарська обсерваторія    | NEAT                          |
| (158690) 2003 FU63  | 2003 FU63            | 26 березня 2003   | Паломарська обсерваторія    | NEAT                          |
| (158691) 2003 FV64  | 2003 FV64            | 26 березня 2003   | Паломарська обсерваторія    | NEAT                          |
| (158692) 2003 FS65  | 2003 FS65            | 26 березня 2003   | Обсерваторія Кітт-Пік       | Spacewatch                    |
| (158693) 2003 FM69  | 2003 FM69            | 26 березня 2003   | Паломарська обсерваторія    | NEAT                          |
| (158694) 2003 FW77  | 2003 FW77            | 27 березня 2003   | Паломарська обсерваторія    | NEAT                          |
| (158695) 2003 FK80  | 2003 FK80            | 27 березня 2003   | Сокорро (Нью-Мексико)       | LINEAR                        |
| (158696) 2003 FV82  | 2003 FV82            | 27 березня 2003   | Паломарська обсерваторія    | NEAT                          |
| (158697) 2003 FG83  | 2003 FG83            | 27 березня 2003   | Паломарська обсерваторія    | NEAT                          |
| (158698) 2003 FL92  | 2003 FL92            | 29 березня 2003   | Станція Андерсон-Меса       | LONEOS                        |
| (158699) 2003 FA101 | 2003 FA101           | 31 березня 2003   | Станція Андерсон-Меса       | LONEOS                        |
| (158700) 2003 FR108 | 2003 FR108           | 31 березня 2003   | Станція Андерсон-Меса       | LONEOS                        |